# 董昭寺
董昭寺位於四川省德陽市中江縣，文物遺址年代判定為明。2012年7月16日公佈為第八批四川省文物保護單位。
董昭寺又名董覺寺，位於四川省德陽市中江縣萬福鎮昭明村。建築始建於明代，清道光年間補修，現存正殿及右廂房一間，坐北向南，為木結構建築，建築面積361平方公尺。正殿平面呈矩形，素面台基高0.6公尺，正前有垂帶式踏道三級，抬粱式梁架，前簷下施五鋪作斗拱11朵（現存10朵），單簷歇山式筒瓦屋頂，面闊五間18.4公尺，進深四間10.8公尺。董昭寺是當地現存為數不多的明代古建築之一，對研究當地歷史、佛教文化和古建築具有重要價值。